# Böhmische Deklaration
Die Böhmische Deklaration war eine Verlautbarung, die der tschechische Politiker František Ladislav Rieger verfasst hatte und dem Vorsitzenden des böhmischen Landtags am 22. August 1868 überreichte.
In dieser Deklaration veröffentlichten 82 tschechische Abgeordnete ihr politisches Programm und begründeten ihr Nichterscheinen im neugewählten Landtag damit, dass das historische Staatsrecht der böhmischen Krone nur dann die gehörige Berücksichtigung finden könne, wenn die böhmische Nation gegenüber dem österreichischen Staat und dem Kaiser auf gerechte Weise vertreten sei.